# Piotr Wiankowski
Piotr Wiankowski (ur.: 5 lipca 1984) – polski brydżysta, Arcymistrz (PZBS), World Master (WBF) gra w drużynie AZS UW Technikum Gastronomiczne Warszawa.

## Wyniki brydżowe

### Olimpiady
W Olimpiadach w zawodach uzyskał następujące rezultaty:
| Olimpiady brydżowe. Zawody teamów | Olimpiady brydżowe. Zawody teamów | Olimpiady brydżowe. Zawody teamów     | Olimpiady brydżowe. Zawody teamów | Olimpiady brydżowe. Zawody teamów | Olimpiady brydżowe. Zawody teamów |
| Rok                               | Miejsce                           | Zawody                                | Kategoria                         | Drużyna                           | Pozycja                           |
| --------------------------------- | --------------------------------- | ------------------------------------- | --------------------------------- | --------------------------------- | --------------------------------- |
| 2008                              | Pekin                             | 1. Światowe Zawody Sportów Umysłowych | Juniorzy                          | Poland                            | 2                                 |

| Olimpiady brydżowe. Zawody par | Olimpiady brydżowe. Zawody par | Olimpiady brydżowe. Zawody par        | Olimpiady brydżowe. Zawody par | Olimpiady brydżowe. Zawody par | Olimpiady brydżowe. Zawody par |
| Rok                            | Miejsce                        | Zawody                                | Kategoria                      | Partner                        | Pozycja                        |
| ------------------------------ | ------------------------------ | ------------------------------------- | ------------------------------ | ------------------------------ | ------------------------------ |
| 2008                           | Pekin                          | 1. Światowe Zawody Sportów Umysłowych | Juniorzy                       | Michał Nowosadzki              | 5                              |

| Olimpiady brydżowe. Zawody indywidualne | Olimpiady brydżowe. Zawody indywidualne | Olimpiady brydżowe. Zawody indywidualne | Olimpiady brydżowe. Zawody indywidualne | Olimpiady brydżowe. Zawody indywidualne |
| Rok                                     | Miejsce                                 | Zawody                                  | Kategoria                               | Pozycja                                 |
| --------------------------------------- | --------------------------------------- | --------------------------------------- | --------------------------------------- | --------------------------------------- |
| 2008                                    | Pekin                                   | 1. Światowe Zawody Sportów Umysłowych   | Juniorzy                                | 24                                      |

### Zawody światowe
W światowych zawodach zdobył następujące lokaty:
| Mistrzostwa Świata. Konkurencja teamów | Mistrzostwa Świata. Konkurencja teamów | Mistrzostwa Świata. Konkurencja teamów | Mistrzostwa Świata. Konkurencja teamów | Mistrzostwa Świata. Konkurencja teamów | Mistrzostwa Świata. Konkurencja teamów |
| Rok                                    | Miejsce                                | Zawody                                 | Kategoria                              | Drużyna                                | Pozycja                                |
| -------------------------------------- | -------------------------------------- | -------------------------------------- | -------------------------------------- | -------------------------------------- | -------------------------------------- |
| 2011                                   | Veldhoven                              | 40. Mistrzostwa Świata Teamów          | Trans                                  | AZS Poland                             | 22                                     |
| 2010                                   | Kaohsiung                              | 5. Akademicki Puchar Świata Teamów     | Open                                   | Poland A                               | 1                                      |
| 2008                                   | Łódź                                   | 4. Puchar Świata Teamów Akademickich   | Open                                   | Poland A                               | 2                                      |
| 2006                                   | Tiencin                                | 3. Puchar Świata Teamów Akademickich   | Open                                   | Poland B                               | 3                                      |

| Mistrzostwa Świata. Konkurencja par | Mistrzostwa Świata. Konkurencja par | Mistrzostwa Świata. Konkurencja par   | Mistrzostwa Świata. Konkurencja par | Mistrzostwa Świata. Konkurencja par | Mistrzostwa Świata. Konkurencja par |
| Rok                                 | Miejsce                             | Zawody                                | Kategoria                           | Partner                             | Pozycja                             |
| ----------------------------------- | ----------------------------------- | ------------------------------------- | ----------------------------------- | ----------------------------------- | ----------------------------------- |
| 2006                                | Pieszczany                          | 6. Młodzieżowe Mistrzostwa Świata Par | Juniorzy                            | Przemysław Piotrowski               | 39                                  |
| 2003                                | Tata                                | 5. Młodzieżowe Mistrzostwa Świata Par | Juniorzy                            | Michał Górski                       | 74                                  |

### Zawody europejskie
W europejskich zawodach zdobył następujące lokaty:
| Zawody europejskie. Konkurencja teamów | Zawody europejskie. Konkurencja teamów | Zawody europejskie. Konkurencja teamów    | Zawody europejskie. Konkurencja teamów | Zawody europejskie. Konkurencja teamów | Zawody europejskie. Konkurencja teamów |
| Rok                                    | Miejsce                                | Zawody                                    | Kategoria                              | Drużyna                                | Pozycja                                |
| -------------------------------------- | -------------------------------------- | ----------------------------------------- | -------------------------------------- | -------------------------------------- | -------------------------------------- |
| 2009                                   | Opatija                                | 1. Akademickie Mistrzostwa Europy         | Open                                   | Wrocław                                | 1                                      |
| 2009                                   | Braszów                                | 22. Młodzieżowe Mistrzostwa Europy Teamów | Juniorzy                               | Poland                                 | 9                                      |
| 2009                                   | San Remo                               | 4. Otwarte Mistrzostwa Europy             | Open                                   | Pomerania                              | 85                                     |
| 2007                                   | Jesolo                                 | 21. Młodzieżowe Mistrzostwa Europy Teamów | Juniorzy                               | Poland                                 | 3                                      |
| 2004                                   | Praga                                  | 19. Młodzieżowe Mistrzostwa Europy teamów | Młodzież Szkolna                       | Poland                                 | 1                                      |

| Zawody europejskie. Konkurencja par | Zawody europejskie. Konkurencja par | Zawody europejskie. Konkurencja par   | Zawody europejskie. Konkurencja par | Zawody europejskie. Konkurencja par | Zawody europejskie. Konkurencja par |
| Rok                                 | Miejsce                             | Zawody                                | Kategoria                           | Partner                             | Pozycja                             |
| ----------------------------------- | ----------------------------------- | ------------------------------------- | ----------------------------------- | ----------------------------------- | ----------------------------------- |
| 2009                                | San Remo                            | 4. Otwarte Mistrzostwa Europy         | Open                                | Michał Nowosadzki                   | 168                                 |
| 2008                                | Wrocław                             | 9. Młodzieżowe Mistrzostwa Europy Par | Juniorzy                            | Michał Nowosadzki                   | 2                                   |

## Klasyfikacja
- Piotr Wiankowski – klasyfikacja PZBS
- Piotr Wiankowski – klasyfikacja EBL (ang.)
- Piotr Wiankowski – klasyfikacja WBF (ang.)